# Мартьянов, Пётр Алексеевич
Пётр Алексеевич Мартьянов (1835, Промзино, Симбирская губерния — 9 [21] октября 1865, Иркутск) — русский общественный деятель.

## Биография
Родился в 1835 году в селе Промзино Алатырского уезда Симбирской губернии (ныне р. п. Сурское) в семье крепостного крестьянина. По сделке между промзинским помещиком А. Потёмкиным и владельцем ряда засурских сел графом А. Гурьевым семья Мартьяновых была продана последнему и, оставаясь крепостным, находился у него на «управительской службе» в селах Никитине и Белый Ключ.
Окончил конторскую помещичью школу, был приказчиком по хлебному делу. Выкупившись у помещика, был купцом первой гильдии, после разорения приписался к петербуржскому мещанскому обществу. Служил в пароходном обществе «Кавказ и Меркурий», откуда был удалён за неблагонадёжность.
В 1861 году уехал из России, познакомился с А. И. Герценом и Н. П. Огарёвым и поселился в Лондоне. 15 апреля 1862 года напечатал в № 132 «Колокола» письмо Александру II с требованием созыва Земской Думы. В том же году издал книгу «Народ и государство», в которой выдвинул идею народной монархии во главе с земским царём.
При возвращении в Россию был задержан 12 апреля 1863 года на станции Вержболово и 15 апреля заключён в Алексеевский равелин. По постановлению высшей учредительной следственной комиссии предан суду Сената, которым 5 мая приговорён за сочинение и распространение через «Колокол» письма к государю к лишению всех прав состояния и ссылке в каторжные работы на заводах на пять лет и к поселению затем в Сибири навсегда. По утверждению приговора 4 ноября, 7 декабря отправлен из крепости в Тобольский приказ о ссыльных. Находясь в Сибири, привлекался к дознанию по делу об изготовлении арестантами в Красноярске фальшивых ассигнаций. Умер около 20 сентября 1865 года в Иркутской тюремной больнице.